# La Dénonciation
La Dénonciation és una pel·lícula francesa dirigida el 1962 per Jacques Doniol-Valcroze i protagonitzada per la seva esposa Françoise Brion. És una de les dues úniques pel·lícules que van abordar el tema de l'OAS en el moment de la Nouvelle Vague, juntament amb Le Petit Soldat (1961) de Jean-Luc Godard.

## Argument
Michel Jussieu, productor de cinema, torna un matí al cabaret on ha oblidat el seu jersei. És testimoni involuntari de l'assassinat d'un periodista d'extrema dreta. Reconeix a Eléonore i Patrice, membres d'una organització política secreta, coneguda des dels anys de la Resistència. És atordit i es desperta davant del comissari Malferrer, encarregat de la investigació. Innocent, Michel nega la seva participació en aquest assassinat, però no es veu amb cor de denunciar els culpables reals. Com que Michel es veu embruixat per la memòria d'un altre interrogatori 20 anys abans, on la Gestapo el va fer parlar. Hauria de callar o lliurar-se a una nova denúncia?

## Repartiment
- Maurice Ronet: Michel Jussieu
- Françoise Brion: Elsa Jussieu
- Nicole Berger: Éléonore Germain
- Sacha Pitoëff: Comissari Malferrer
- Raymond Gérôme: Pierre Malet
- Michèle Grellier: Victoire, la secretària de Jussieu
- François Maistre: Patrice de Laborde
- Laurent Terzieff: el recitant
- France Anglade
- Jean-Claude Darnal: Jérôme Loineau, el milicià
- Marc Eyraud: Simon, le metteur en scène
- Gisèle Hauchecorne: Juliette
- Florence Loinod: filla de Michel i Elsa Jussieu
- Michael Lonsdale: l'inspector Mercier, adjunt de Malferrer
- Jacques Santi: Eddy Soulinas
- Jacques Seiler: l'home del 403 negre
- Léon Elkenbaum: oficial de la Gestapo
- Roland Dubillard: jutge de la depuració

## Premis
- Festival Internacional de Cinema de Sant Sebastià 1962: Conquilla de Plata al millor director[2][3]